# Maladies vectorielles à tiques
 Mise en garde médicale
Les maladies vectorielles à tiques ou MVT (en anglais : Tick-borne diseases)  sont les maladies dont les germes pathogènes provoquant la maladie ont pour vecteur une ou plusieurs espèces de tiques. Ces maladies sont presque toutes des zooanthroponoses, c'est-à-dire passant de l'animal à l'homme. Elles représentent pour certaines un enjeu fort en matière de santé publique et économique.
Certaines d'entre elles, si elles ne guérissent pas spontanément ou si elles ne sont pas soignées assez tôt peuvent laisser des séquelles physiques et cognitives parfois très invalidantes.
Elles sont causées par une grande diversité de pathogènes :
- virus ;
- bactéries, notamment Rickettsia et Borrelia pour les plus connues ;
- protozoaires parasites.

Une seule tique pouvant être porteuse de pathogènes différents, des co-infections sont très fréquentes (qui peuvent compliquer le diagnostic et le traitement).
Plusieurs de ces maladies sont classées Maladies professionnelles pour certains métiers.
En plus des maladies infectieuses transmises, des sensibilisations et allergies (parfois graves) peuvent être induites par les morsures de tiques :
- allergie à la salive de tique,
- allergie à la viande, secondaire à une réaction au α-Gal, un sucre résistant à la digestion, trouvé dans la chair de presque toutes les espèces de mammifères (mais pas chez l'Homme ni chez certaines espèces de singes[2], également retrouvé dans le tube digestif de certaines tiques) peuvent être induites et également compliquer le diagnostic. Ces allergies sont plus fréquente dans les régions où les tiques sont plus nombreuses[3],

## Enjeux
Outre des enjeux généraux de santé publique (avec risques pour le tourisme dans les zones très infestées), parce que tiques sont vectrices de nombreuses maladies, et en expansion, elles posent aussi des problèmes pour les chiens de chasse et pour la gestion du gibier.

## Maladies émergentes ou en augmentation
Elles préoccupent les épidémiologistes, les écoépidémiologues et acteurs de la santé, en raison d'une augmentation de leur incidence depuis plusieurs décennies, surtout dans les zones tempérées de l'hémisphère nord.
L'accroissement noté de cette incidence peut avoir plusieurs explications, complémentaires :
- amélioration des politiques de santé et de détection (bien que ces maladies restent difficiles à diagnostiquer en raison de symptômes peu spécifiques et de co-infections fréquentes) ;
- modifications du biotope favorisant les tiques vectrices (ex. : augmentation de la densité des animaux sur lesquels se nourrissent les tiques autour de points d'eau moins nombreux à la suite du drainage) ;
- augmentation du contact homme-tique en liaison avec une pénétration plus fréquente par l'homme des biotopes naturels des tiques (facteur difficile à vérifier, d'autant que la littérature ancienne ne laisse pas penser que les tiques posaient problème aux charbonniers, trappeurs, bucherons, chasseurs, etc.) ;
- modifications environnementales globales favorisant les borrélies et les espèces vectrices (réchauffement climatique) ;
- Déséquilibres écologiques locaux et globaux favorisant les tiques (leurs principaux prédateurs connus sont de petites guêpes parasitoïdes, or toutes les guêpes, comme les abeilles semblent en forte raréfaction, pour des raisons mal expliquées, probablement multi-factorielles, et impliquant au moins les pesticides. De même la régression, le piégeage ou la disparition de prédateurs majeurs (loup, lynx, renards, rapaces…) des petits mammifères vecteurs de tiques pourraient favoriser leurs pullulations, et par suite celles des tiques. Certains de ces petits mammifères pourraient par ailleurs avoir été favorisés par l'extension des grandes cultures céréalières et de l'urbanisme et de la fragmentation forestière (c'est le cas de la souris à pattes blanches — white-footed mouse ou Peromyscus leucopus — en Amérique du Nord où l'on constate que le nombre de tiques par souris augmente avec le nombre de souris par hectare[6]. Selon les premiers modèles écoépidémiologiques informatiques, les individus surchargés de nymphes sont plus susceptibles d'être infectées par des borrélies, et ils auront ensuite tendance à nourrir et à infecter un plus grand nombre d'autres larves. Cependant, prévoir quels sont ces individus n'est pas encore possible[7].
  - Après trois ans d'étude en forêt, une autre étude américaine a conclu que les taux et rythme d'infection des souris à pattes blanches (les plus infestées) et des chipmunks (Tamias striatus, autre vecteur et hôte-source d'alimentation des tiques) ne pouvaient pas être expliqués par un modèle de sélection passive des hôtes[8].
  - La souris à pattes blanches jouerait, devant le Tamias le rôle le plus important pour la croissance et diffusion ou le maintien de cette zoonose. Une étude basée sur treize ans de données prélevées au cœur de la zone d'endémie nord-américaine et de la zone croissance de la maladie de Lyme a montré en 1996 qu'il existait (dans cette zone et au-delà des variations annuelles ou saisonnières) un faible lien avec la présence de cervidé (Odocoileus virginianus), un lien assez bref avec le climat (chaleur, pluviométrie) et un lien bien plus fort avec la densité et souris, de tamias et — ce qui était plus inattendu — de chêne (Quercus spp.)[9] ; les bonnes glandaies favorisent sans doute les Tamias et souris, dont les populations augmentent alors, au profit des larves de tiques.

Les tiques sont les vecteurs de nombreuses pathologies humaines et animales, et elles seraient même dans le monde — si on considère la totalité de leurs populations — les vecteurs du plus grand nombre de micro-organismes pathogènes différents chez l'Homme[source insuffisante].

## Diagnostic et traitements
Le diagnostic et le traitement des maladies les plus anciennes du domaine vétérinaire sont connus depuis longtemps[Quand ?]. Ceux des maladies plus émergentes, par exemple les ehrlichioses en pays tempérés, restent plus difficiles.
 En matière de maladies humaines liées aux germes transmis par les tiques, si des maladies comme l'encéphalite à tiques (dans la partie tempérée eurasiatique), ou les fièvres boutonneuses du grand bassin méditerranéen, ou encore la fièvre pourprée des Montagnes Rocheuses, ont un diagnostic et un traitement établis, pour nombre de maladies plus récentes les données sont beaucoup moins disponibles.
En zone tempérée, les maladies émergentes sont essentiellement dues à des bactéries (Pérez-Eid, 2004) : 6 rickettsioses, 1 ehrlichiose, 1 anaplasmose, 1 spirochétose (borréliose de Lyme).
Le diagnostic biologique courant des rickettsioses humaines est actuellement essentiellement sérologique, la méthode la plus recommandée étant la micro-immunofluorescence (les anticorps sont détectables 1 à 2 semaines après le début de la maladie).

En raison d'une fréquence peu élevée des cas d'ehrlichiose et anaplasmose humaines en France, le diagnostic n'est effectué que par le Centre national de référence des rickettsies.

Dans le cas de la borréliose de Lyme, le diagnostic doit être surtout clinique, guidé par un interrogatoire où doit entrer la notion d'exposition aux tiques, les tests biologiques sérologiques, essentiellement les tests ELISA, ne devant venir qu'en appui du diagnostic clinique la sensibilité et la spécificité des kits commercialisés variant beaucoup (l'immunofluorescence indirecte pose de nombreux problèmes de reproductibilité et de choix de critères de positivité).
La reconnaissance des symptômes de la maladie de Lyme reste difficile, car ils sont parfois discrets (syndrome grippal léger) ou ils apparaissent pour certains des mois après une piqûre de tique. En l'absence du signe pathognomique de la maladie, qui est l'érythème de plus de 5 cm, essentiellement autour du point de piqûre (lequel manquerait dans 1/3 des cas, ou peut passer inaperçu du malade). Les médecins peuvent prendre conseil auprès du centre de référence des borrélies (Institut Pasteur de Paris pour la France)
Le diagnostic posé, un traitement adapté doit être prescrit. Le traitement antibiotique est bien établi et est très efficient au début de la maladie, il l'est de moins en moins avec le temps.

## Exemples (liste non exhaustive, tant pour les pathogènes que pour les vecteurs)
Les principales maladies à tiques connues incluent :

### Maladies à agent bactérien
- Maladie de Lyme (une des deux Borrélioses graves dues aux tiques)
  - Organisme (agents) : une douzaine d'espèces du groupe burgdorferi Borrelia (bactéries spirochètes), d'où l'appellation Borrelia burgdorferi sensu lato. Parmi cette douzaine d'espèces, 3 semblent pathogènes, B. garinii, B.afzelii et B. burgdorferi sensu stricto, 1 ou 2 autres sont plus rarement impliquées dans les manifestations cliniques, les autres semblent actuellement non pathogènes.
  - Vecteurs : tiques Ixodes ricinus en Europe, Ixodes persulcatus (Russie d'Europe septentrionale et Asie), Ixodes scapularis (= Ixodes dammini)sur la côte est des États-Unis, et  Ixodes pacificus sur la côte ouest.
  - Endémique : dans l'hémisphère nord, en Europe et en Asie fraîche à froide, et en Amérique du Nord (90 % des cas sur la côte est et quelques foyers autour des grands lacs et sur la côte pacifique).
- Fièvre récurrente   (borréliose, comme la maladie de Lyme)
  - Agents : nombreuses espèces du groupe des  Borrelia (bactéries spirochètes)
  - Vecteur : espèces de tiques molles du groupe Ornithodoros
  - Regions touchées : Maladie fréquente dans toutes les zones chaudes du monde, présente mais plus rare aux États-Unis.
- Fièvre boutonneuse méditerranéenne
  - Agents : Rickettsia conorii
  - Vecteurs :  Rhipicephalus sanguineus dans le bassin méditerranéen
  - Endémique : dans le grand bassin méditerranéen : pourtour méditerranéen et jusqu'aux steppes asiatiques
- Fièvre pourprée des montagnes Rocheuses ; c'est la rickettsiose la plus grave et la plus fréquente aux États-Unis Elle est aussi ailleurs nommée « fièvre de Malvoisie » en Colombie, « fièvre de São Paulo » ou « febre maculosa » au Brésil, et « fiebre manchada » au Mexique).
  - Agents : Rickettsia rickettsii
  - Vecteurs :  tiques qui sont aux États-Unis Dermacentor variabilis , Dermacentor andersoni et/ou Amblyomma cajennense (surtout dans l'Est des États-Unis pour cette dernière espèce)
  - Endémique : dans l'Est et le Sud-Ouest des États-Unis et au Brésil (São Paulo, Rio de Janeiro, Minas Gerais…).
- Ehrlichiose ou anaplasmose autrefois nommée « Human granulocytic ehrlichiosis » ou « HGE » par les anglo-saxons). On distingue les anaplasmoses, l'Ehrlichiose monocytique humaine  ou « Ehrlichiose à Ehrlichia chaffeensis » et sa variante animale, l'Ehrlichiose monocytique animale
  - Agents : Ehrlichia chaffeensis ou Ehrlichia equi renommée Anaplasma phagocytophilum...
  - Vecteurs : Amblyomma americanum  et Ixodes scapularis  et d'autres espèces en Asie et Europe (deux au moins ; Amblyomma testudinarium et Haemaphysalis yeni,sont connues en Chine)
  - Régions touchées : par exemple aux États-Unis : Sud-Atlantique et Centre-Sud des États-Unis (Asie, Afrique et Europe, où la prévalence de la maladie est encore mal connue).
- Tularémie
  - Agents : Francisella tularensis, A. americanum
  - Vecteurs : Dermacentor andersoni, Dermacentor variabilis
  - Régions : Exemple : Sud-Est, centre-sud et Ouest des États-Unis, où la maladie est en extension

### Maladies virales
- Plus de 10 arboviroses transmises par tiques étaient identifiées en France à la fin de 2008. 
L’encéphalite européenne (voir paragraphe suivant), propagée par Ixodes ricinus est la mieux connue en France et la plus importante sur le plan de la santé publique. Mais la même tique peut aussi transmettre d'autres arbovirus, dont (Erve et Eyach) qui ont été identifiés lors de pathologies graves peu après 1980[11]. D'autres arboviroses pourraient circuler via les oiseaux, par exemple via les pigeons, goélands et étourneaux urbains dont les tiques peuvent occasionnellement être anthropophiles. De même s'est on récemment rendu compte que plusieurs arbovirus autrefois réputés uniquement transmis par les tiques ou uniquement par des moustiques peuvent l'être par ces deux vecteurs, même si l'un est dominant (c'est le cas pour les virus du Nil occidental, Omsk, Powassan...)[12].
- Méningo-encéphalite à tiques ou « MET » (Tick-borne meningoencephalitis). C'est une arbovirose dite « évitable » (il existe un vaccin qui est conseillé 6 mois avant le départ, pour les voyages en zones boisée d'Europe centrale et de l'Est[13])
  - Agents : flavivirus appartenant au complexe antigénique Tick-Borne Encephalitis (TBEV), c'est un virus à tropisme cérébral.
  - Vecteurs :  Ixodes ricinus (Europe) et Ixodes persulcatus (plus fréquente en Russie et Asie))
  - Endémique : Europe, depuis l'Alsace (peut-être aussi Lorraine) dans sa distribution la plus occidentale jusqu'en Russie, et des côtes sud de la Scandinavie et Finlande jusqu'en Italie du Nord ; en Asie froide et fraîche jusqu'au Japon. Les premiers cas sont apparus en Sibérie au début des années 1930, lors de défrichages massifs, puis dans les années 40 en Finlande où on l'appelait "Kumlinge disease". De très nombreuses données scientifiques émanent d'Europe centrale, dont de Tchécoslovaquie où la souche type a été isolée en 1948 (à l'occasion d'une nouvelle épidémie)[14]. Le virus a été ensuite retrouvé de plus en plus à l'ouest en Europe : 5 à 10 cas/an en France de 1968 aux années 2000, surtout en Alsace (il y aurait eu 3 cas en Haute-Savoie en 2003 et 1 cas en Aquitaine en 2006). Le variant TBEV-RSSE qui sévit en Asie et ex-URSS, transmis par Ixodes persulcatus cause méningo-encéphalite sévère parfois suivie de séquelles neurologiques de type poliomyélite.
- Fièvre à tiques du Colorado (Colorado tick fever)
  - Agents : virus : Coltivirus[15]. Un virus proche (Eyach virus), isolé dans des tiques trouvées en France et Allemagne, est incriminé pour des fièvres accompagnées de syndromes neurologiques[16]
  - Vecteur : tique Dermacentor andersoni (aux États-Unis) et Ixodidae
  - Régions : Exemple : Ouest des États-Unis, surtout au Nord-Ouest, pas sur le littoral pacifique
  - Espèces-réservoir :  cervidés et petits mammifères[17]
- Fièvre hémorragique de Crimée-Congo (Crimean-Congo hemorrhagic fever ou CCHF), maladie assez rare (mais déjà détectée dans le sud de la France), caractérisée par un syndrome fiévreux (Céphalées, fièvre, myalgies, thrombopénie, hépato néphrite) à manifestations hémorragiques sévères, accompagnés ou non d'ictère[18].
  - Agents : tiques Rhipicephalus bursa ou Hyalomma marginatum marginatum Alveonasus (Alveonasus) lahorensis en Iran (1), Amblyomma (Theileriella) variegatum au Sénégal (12), Boophilus decoloratus au Sénégal (2), Boophilus geigyi : Sénégal (3), Boophilus microplus à Madagascar (5), Hyalomma (Hyalomma) anatolicum anatolicum en Iran (2), Hyalomma (Hyalomma) impeltatum en Mauritanie (1) et au Sénégal (2), Hyalomma (Hyalomma) impressum au Sénégal (2)., Hyalomma (Hyalomma) marginatum rufipes en Mauritanie (12) et au Sénégal (77), Hyalomma (Hyalomma) nitidum en RCA (1), Hyalomma (Hyalomma) truncatum au Sénégal (16), Rhipicephalus (Digineus) evertsi evertsi en Mauritanie (1) et au Sénégal (5), Rhipicephalus (Rhipicephalus) guilhoni au Sénégal (1)et Rhipicephalus (Rhipicephalus) sanguineus en Guinée (1).
  - Endémique : Contrairement à ce que laisse penser son nom, et bien qu'elle ait d'abord surtout été repérée en Turquie, c'est l'une des maladies à tiques les mieux réparties dans le monde, de l'Afrique à l'Asie, en passant par l'Europe et le Moyen-Orient[19].
- Une phléborirose semble émerger aux États-Unis (ou avoir été auparavant ignorée)[20]. Le virus semble être un cousin d'un phlébovirus récemment identifié en Chine[20]. Les patients sont notamment affectés d'une perte de la mémoire de court terme[20].
- Peste porcine africaine, ne touchant que les porcs domestiques.
  - Vecteurs : Tiques du genre Ornithodoros.
  - Espèces-réservoir : phacochère, potamochère.
  - Endémique : Afrique subsaharienne
- Dermatose nodulaire contagieuse (qui ne semble pas transmissible à l'Homme, mais est source de problèmes graves pour l'élevage des bovins, en Afrique et depuis peu au Moyen-Orient et dans le sud et l'est de l'Europe[21]

### Maladie induite par des protozoaires
- Babésioses
  - Agents : Babesia microti, Babesia equi
  - Vecteurs Ixodes scapularis, Ixodes pacificus
  - Régions : Exemple : Nord-est et côte ouest des États-Unis
- Cytauxzoonoses
  - Agents : C. felis
  - Vecteurs : tique Dermacentor variabilis (American Dog Tick)
  - Region : Exemple : Sud et sud-est des États-Unis

### Maladie induite par une toxine
- paralysie à tiques
  - Agent causal : Toxine
  - « Vecteur » de la toxine : Dermacentor andersoni, Dermacentor variabilis West
  - Région : Exemple : Est des États-Unis

## Écoépidémiologie (espèces réservoir)
L’étude récente (2013) de l’ADN trouvé dans le tube digestif de 880 larves ou nymphes d’Ixodes ricinus (collectées en forêt ou dans de grands parcs urbains du N-W de la Pologne) a permis d’identifier le taux d’infection de ces tiques par 3 pathogènes (Borrelia, Rickettsia et Anaplasma) et d'identifier l'animal sur lequel elles s’étaient nourries (sachant que la tique peut transmette ces 3 maladies à d’autres animaux ou à l’homme).
11 % des 880 larves étaient infectées par au moins un des trois pathogènes recherchés. Les pathogènes les plus fréquents étaient es Rickettsia (présentes chez 71,1 % des larves infectées) puis des Borrelia (27,8 %).
On a aussi montré que les larves de I. ricinus s’alimentent surtout sur de grands mammifères, plus que sur des animaux de petite ou moyenne taille. Par ordre d’importance, dans ce territoire (Pologne), ce sont le chevreuil, le cerf et le sanglier, qui semblent constituer le réservoir de ces maladie, plus que les rongeurs ou carnivores oiseaux et reptiles comme on le pensait autrefois. En outre les chevreuils sont souvent porteurs de deux espèces de Rickettsia et de deux espèces de Borrelia, et le sanglier porteur d’une espèce de Rickettsia et de trois espèces de Borrelia, ce qui confirme les risques de co-infection (qui complique le diagnostic et le traitement de ces maladies).
En Pologne, c’est Rickettsia helvetica qui est le pathogène le plus fréquemment détecté avec plusieurs espèces du groupe B. burgdorferi sensu lato et B. miyamotoi liées au groupe des « fièvres récurrentes ». L’étude a confirmé que B. garinii semble plutôt liée aux oiseaux, mais suggère aussi que cette association est moins fréquente dans le cycle de transmission dans les habitats naturels que ce que l'on pensait.
Enfin, il a été montré que dans ce cas aucune des 880 tiques ne portaient Anaplasma phagocytophilum et qu'au sein des Borrelies détectées chez les nymphes infectées, les spirochète les plus fréquents étaient B. Garini et B. afzelii, devant B. miyamotoi (et un cas de double infection par B. garinii + Rickettsia helvetica).